# (300025) 2006 UL92
(300025) 2006 UL92 es un asteroide perteneciente al cinturón de asteroides, descubierto el 18 de octubre de 2006 por el equipo del Spacewatch desde el Observatorio Nacional de Kitt Peak, Arizona, Estados Unidos.

## Designación y nombre
Designado provisionalmente como 2006 UL92.

## Características orbitales
2006 UL92 está situado a una distancia media del Sol de 3,125 ua, pudiendo alejarse hasta 3,403 ua y acercarse hasta 2,846 ua. Su excentricidad es 0,089 y la inclinación orbital 4,519 grados. Emplea 2018,10 días en completar una órbita alrededor del Sol.

## Características físicas
La magnitud absoluta de 2006 UL92 es 16,5.